# Нойнкирхен (округ)
Нойнкирхен (нем. Bezirk Neunkirchen) — округ в Австрии. Центр округа — город Нойнкирхен. Округ входит в федеральную землю Нижняя Австрия. Занимает площадь 1.146,35 км². Население 85 769 чел. Плотность населения 75 человек/кв.км.
Официальный код округа AT122.

## Достопримечательности
- Файстриц — средневековый дворцово-замковый комплекс.
- Зеебенштайн — средневековый замок.